# Новодонецкое (Краматорский район)
Новодонецкое (укр. Новодонецьке) — посёлок в Краматорском районе Донецкой области Украины, административный центр Новодонецкой поселковой общины.

## История
К середине XIX века район современных города Белозёрское и посёлка Новодонецкое входил в Степановскую волость, где уже к 1880-м годам были разведаны запасы железной руды, каменного угля и охры. Согласно «Пояснительной записке к сооружению Руднично-Лозовской железной дороги», в 1901—1902 годах предусматривалось строительство частной железной дороги в общем направлении Гришино — разъезд № 14 Малиновка (Дубово), где в районе современного посёлка Новодонецкое предусматривалось двойное пересечение балки Водяная.
В 1954 году началось строительство гидрошахт Д-1, Д-2, объединённых позже в гидрошахту «Пионер» (район села Самойловка Александровского района), а также № 1 «Красноармейская» (ныне — «Новодонецкая», район села (Курицино).
В 1957 году Александровский район дополнительно отчуждает 250 га колхозных земель под объединённый посёлок шахт Д-1 и Д-2.
Поселение возникло в 1956 году как рабочий посёлок Александровского района в связи с сооружением шахты «Пионер» в Добропольском районе.
В первую очередь были построены здания барачного типа (к 1996 году снесены), клуб «Шахтёр», школа-интернат, книжный магазин и мост на южном выезде из посёлка — для доступа к шахте.
В 1959 году в здании общежития открывается больница на 50 коек — население обслуживали 3 врача вместо 13, положенных по штату. Приблизительно в это время в поселке открываются бытовые мастерские Степановского сельпо: швейная, обувная, часовая, и парикмахерская. В 1959 г. Александровский райсовет рассмотрел и утвердил скорректированный план объединённого посёлка шахт Д-1, Д-2, Д-3, гидрорудника и посёлка шахтостроителей, в который входили меры по очистке русла реки Самара и переносу рыночной площади подальше от станции Легендарная, поскольку здесь было запланировано строительство больничного городка.
В начале 1960-х годов, когда были построены первые улицы посёлка, жители столкнулись с проблемой некачественной работы подрядных организаций: стройуправления № 4 и № 8, Сантехэлектромонтаж (участок № 4) во время строительных работ подчастей разрушали сделанное в предыдущие годы благоустройство. Так, многие проездные и внутриквартальные дороги были загрязнены, захламлены, так как подрядчики плохо вели работу по строительству водопровода, канализации, теплосети, не доводя начатое дело до конца. Местами был повреждён электрокабель.
В 1961 году поселковый совет разрабатывает правила, посредством которых пытается нормализовать санитарную обстановку в посёлке. Так, строительно-монтажные работы с разрушением дорог и тротуаров, порчей лесонасаждений допускается проводить только при согласии на то поселкового совета. Выделены определённые места под стоянку рабочего и строительного автотранспорта; причём стоянка на улицах, возле общежитий и жилых домов запрещалась. Запрещался проезд автотранспортом по тротуару, а также движение гусеничного транспорта по асфальтированным дорогам.
Здание буфета столовой № 9 Добропольского ОРСа возле автобусной остановки, в котором продавали спиртное и возле которого происходили потасовки, передали под билетную кассу Новодонецкой автоколонны. Проводились работы по сохранению пруда в районе поселка: перемычка водослива периодически укреплялась для защиты водоёма во время весеннего паводка. В 1964 году автодорога через посёлок и станцию была заасфальтирована.
В 1960-х годах в Новодонецкой школе-интернате действовал экспедиционный отряд «В глубину веков», занимавшийся краеведением, собравший, в частности, богатый материал по истории строительства гидрошахт.
В начале 1970-х годов посёлок переведён из Александровского района в Добропольский — по принадлежности шахты.
В 1990-х годах шахта «Пионер» чудом смогла провести реконструкцию. После распада СССР оказалось, что оборудование для гидровыемки угля производится за границей. Всё это происходило на фоне систематических сбоев в государственном финансировании угледобычи, огромной задолженности по зарплате и энергоносителям. Шахту могла постичь печальная судьба соседки — гидрошахты «Красноармейская». От закрытия шахту «Пионер» спасло то, что к 1999 году на ней смогли подготовить скамью пласта m3. В 1999 году шахта «Пионер» перешла на традиционный «сухой» способ добычи угля. Новую скамью оборудовали комплексом 3МКД90.
В 1989 году численность населения составляла 6631 человек.
В мае 1995 года Кабинет министров Украины утвердил решение о приватизации находившегося в посёлке АТП-11482.
По состоянию на 1 января 2013 года численность населения составляла 5903 человека.
Действуют две школы, три детских сада, больница, аптеки, банкоматы, кафе. Построена новая церковь[когда?]

. Реконструирован дворец спорта.

## Экономика
На железнодорожной станции Легендарная (по проекту Министерства обороны СССР на строительство железной дороги Дубовое — Мерцалово раздельный пункт назывался Степановка) находятся Легендарненский элеватор, перегрузочные комплексы длинномеров и навалочных грузов, пункт техосмотра и элеватор, рассчитанный на отгрузку более 2 тыс. тонн зерновых в сутки (20-25 вагонов-зерновозов). Размер бункерных емкостей — самый большой в Украине и третий по величине в Европе (150 тыс. т). Ныне элеватор работает не более чем на треть проектной мощности, обеспечивая отправку шести вагонов-зерновозов и десяток автомашин в сутки. Автостанция в Новодонецком находится возле южного выезда из поселка (ст. Легендарная — возле северного выезда, отсюда до автостанции — около 2 км через поселок пешком), отправляет автобусы на Александровку, Лозовую, Белозерское, Доброполье, Покровск, Донецк, Краматорск, Знаменовка.
Назрела необходимость очищения р. Водяная в районе Новодонецка и Иверского.

## Галерея
- Новодонецкое
- Церковь Патриарха Тихона
- Новодонецкое
- Бассейн
- Поселковый совет.